# Оцука Мію
Оцука Мію (19 липня 1994) — японська плавчиня.
Учасниця Олімпійських Ігор 2012 року.